# Ai Senshi Nicol
Ai Senshi Nicol (jap. 愛戦士ニコル Ai Senshi Nicoru) – gra przygodowa, wyprodukowana i wydana w 1987 roku przez firmę Konami na platformę Famicom Disk System. Została wydana wyłącznie w Japonii.